# Пабна (округ)
Пабна (бенг. পাবনা জেলা, англ. Pabna District) — округ на западе Бангладеш, в области Раджшахи. Образован в 1832 году. Административный центр — город Пабна. Площадь округа — 2371 км². По данным переписи 2001 года население округа составляло 2 153 921 человек. Уровень грамотности взрослого населения составлял 26,8 %, что значительно выше среднего уровня по Бангладеш (43,1 %). 95,12 % населения округа исповедовало ислам, 4,5 % — индуизм.

## Административно-территориальное деление
Округ состоит из 9 подокругов (upazilas):
1. Атгхария (Атгхария)
2. Бера (Бера)
3. Бхангура (Бхангура)
4. Чатмохар (Чатмохар)
5. Фаридпур (Фаридпур), прежде назывался Бонвариногор
6. Ишварди (Ишварди)
7. Пабна-Садар (Пабна)
8. Сантхия (Сантхия)
9. Суджанагар (Суджанагар)